# Petit-Bourg
Petit-Bourg – miasto i gmina na Gwadelupie (departamencie zamorskim Francji); Według danych szacunkowych na rok 2013 liczy około 29,9 tys. mieszkańców. Czwarte co do wielkości miasto departamentu.
W mieście, co roku, rozgrywane są kobiece turnieje tenisowe rangi ITF, pod nazwą Open Feminin De Petit Bourg, z pulą nagród 15 000 $ i 25 000 $.